# کمپ کریک (آریزونا)
کمپ کریک (به انگلیسی: Camp Creek) یک منطقهٔ مسکونی در ایالات متحده آمریکا است که در آریزونا واقع شده‌است. کمپ کریک ۱٬۰۳۴ متر بالاتر از سطح دریا واقع شده‌است.